# 空中英语教室
空中英語教室文摘雜誌社，簡稱空中英語教室、空英或空中英語教室教育集團是臺灣一家英语雜誌社，該雜誌社共推出三份专门为华人设计的英语学习类杂志，主要是《大家說英語》、《空中英語教室》、《彭蒙惠英語》，但該雜誌社近期也有推出其它英語教育產品，例如也是由該雜誌社所編輯的《English And You》等等，空中英語教室文摘雜誌社是由台灣基督教團體救世傳播協會所成立。

## 歷史

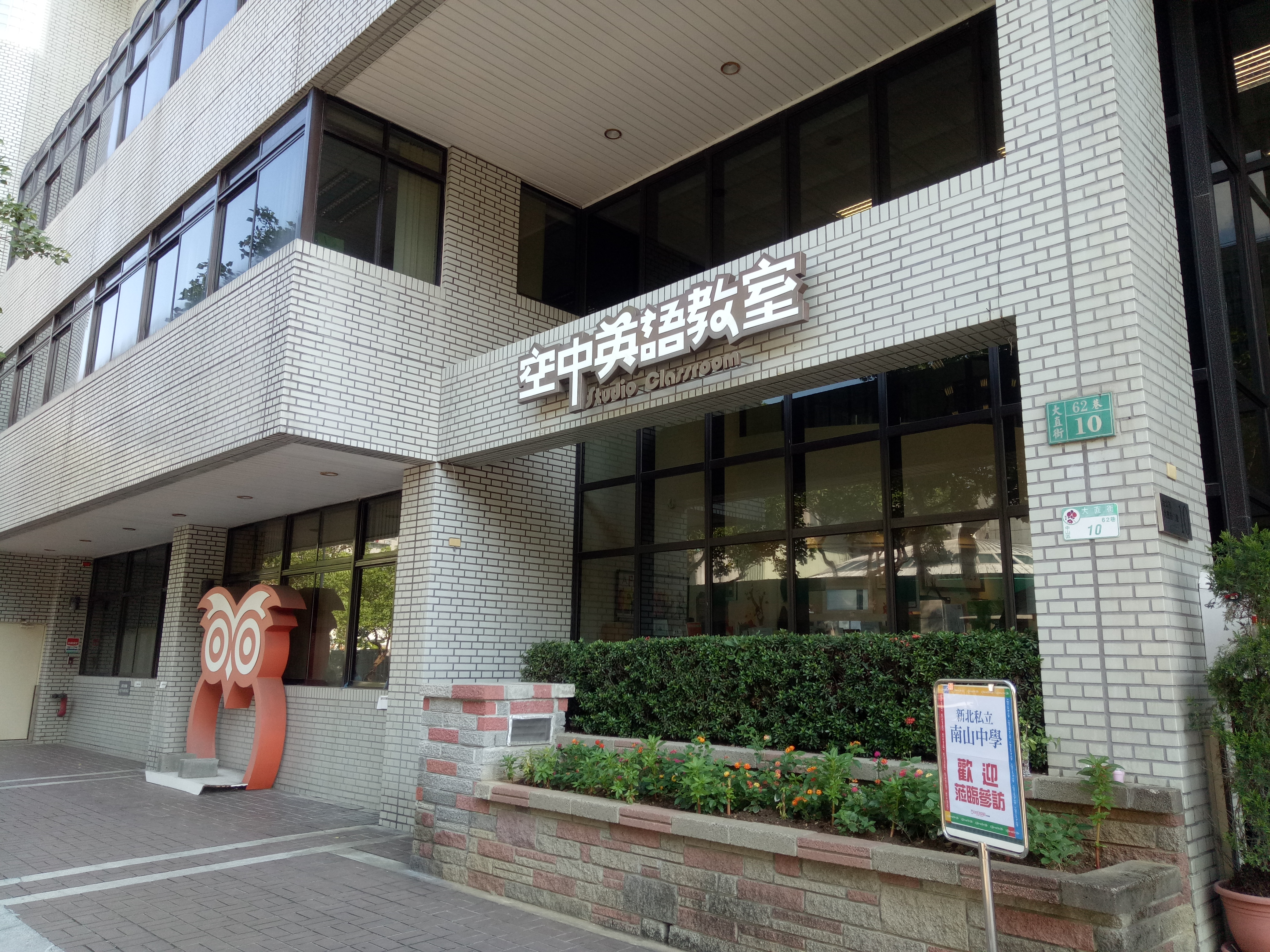
空中英語教室位於臺北市大直的總部

空中英語教室於1962年在台湾开始發展，当时的台湾仍为典型农业社会，台湾青年的英语能力相當低落。该杂志社的创始人美国籍傳教士彭蒙惠由于该原因，专门在台湾的广播电台中开办了一个英语教学节目《空中英语教室》，并由彭蒙惠亲自播音。林语堂听后曾称赞她的发音。为配合听众学习，她发行了印有教学内容的单页讲义。
1962年，彭蒙惠創辦英語教學雜誌《空中英語文摘》，當時為單張雙面講義形態。《空中英語文摘》歷經40年的改版、編輯，演化為《空中英語教室》（Studio Classroom）。
1981年，《空中英語教室》分離出一本雜誌《大家說英語》（Let's Talk in English），成為空中英語教室雜誌系列的「初級版」，並相應推出廣播節目。相對於《空中英語教室》，這本雜誌更強調口語交際的培養，詞彙量相對較少，目標鎖定在以簡單會話為目的的英語學習者。
1998年，天韻影視中心開始電視英語教學節目，《空中英语教室》在中国大陸开始发行。
2000年，《空中英語教室》分離出一本以專業、高級英語為主要內容的雜誌《彭蒙惠英語》（Advanced），成為空中英語教室雜誌系列的「高級版」。該雜誌難度較高，目標鎖定在需要專業英語能力的人士。至此，以初、中、高三級雜誌組成的空中英語教室雜誌系列形成。在此之前，每期《空中英語教室》都有兩個級數──實用級（Basic）和進修級（Advanced），而進修級《空中英語教室》（Advanced Studio Classroom）就是《彭蒙惠英語》的前身。
2011年，《大家說英語》成立30週年，《English and you》同年三月創刊。

## 雜誌

一期简体中文版《空中英语教室》的封面

### 《大家說英語》
《大家說英語》為初級，內容以對話為主，文章為輔。以對話 LTE TV Station「大家說英語電視台」作為主題背景。2023年由Garrett、Esther主持，中文講解是由Sonya主講，成員有:訪談節目主持人Greg和節目製作人Sara，記者Susie和實習生Sam，運動記者James及秘書Julie，每月還會有eReport由Campbell帶領大家去台灣各地趴趴走!《大家說英語》雜誌會配合季節、假期、節令與最新話題，以對話或短文方式做為當日課文，每週一到五共有五篇課文電視或網路廣播於週六「Saturday show」播出當週課文回顧，供讀者複習用。每篇課文均標有難易度（Low, Medium or High），除了課文之外，每篇課文會有 「Key Words」、「More Information」、「Use it」、「World Family」四個部分，在雜誌會提供有英語測驗，供讀者練習。在電視版的節目每日課文後，依週一到週五，會附有「Answer It」、「Jack's File」(由Jack帶領)、「What Do You Remember」(由Maria老師帶領)、「Fun Time」「 What's The Question」等不同節目輔助教學，每天節目中穿插有「Jungle ChitChat」{由David(在大家說英語中飾演James)以及Ginger帶領}跟「Calendar Phrase」以及由Maria老師教導的「Use It句型」，最後會由主講老師做總結。2013年開始於節目開始加有「Read It」，此單元由主講老師念一次課文，以預習單字與當日大概課文，2022年4月開始於節目開始加有「find It」，由主講老師唸出題目，於討論到該題目時在公布答案。

### 《空中英語教室》
《空中英語教室》為中／中高級，內容以文章為主，對話為輔。《空中英语教室》杂志当前主要以收录世界最新时尚资讯、热点话题、人物、故事、文化、社会现象等为主。由于该杂志并非专业学术杂志，且课文难度适中，因此对于所关注问题的讨论并不十分深入，仅以令人了解为主。2023年由Gabe和Anne Marie主持，杂志中课文部分按照当月日期有课文编号，除星期日外每天都有课文，电视节目与广播节目也是同样。每篇课文均标有难易程度标示（Low，Medium or High），并配有「Talk About It」、「Key Points」、「Word Bank」等栏目。由Jack主講的Language Lab，還有串插單元「Info cloud」(由Rex和Zack主持)、「S.C travel」(由Dave主說)及「Biz Buzz」小短劇，在杂志末尾配有一份英语练习题。此外，还有关于写作和语法等内容的出现。

### 《彭蒙惠英語》
《彭蒙惠英語》為專業級，內容以文章為主。並且深入探討國際時事及科學新知等。在每月雜誌上附有Topic Talk的部份。

### 雜誌附件
在台湾发行的「Super MP3」光盘收录了当月的所有广播节目MP3格式文件，并且有逐句的知识点讲解以及每天幽默短剧的錄影片段等等。而在中国地区发行的光盘则只包括当月广播讲解的錄音文件。

### 網路與數位雜誌
从2006年起，空中英语教室台湾总社陆续推出了台湾第一本有声电子杂志（E-magazines，需要下载特殊的Zinio浏览器才可以使用）和手机杂志（M-Magazine）。2006年诺基亚與空中英语教室合作，共同推出了手机商务口袋书。2007年9月推出网页浏览器为基础的有声电子杂志。